# Лаура Алонсо Падин
Лаура Алонсо Падин (р. 1976 г.) е испанска певица (сопран). Тя започва кариерата си през 1999 г., когато става член на Aalto Theatre в Есен, Германия. Появява се като гост изпълнител на големи театрални и музикални ансамбли в международен мащаб.
Живее в Берлин и Ню Йорк.

## Ранни години и образование
Родена е в Вилягарсия де Ароуса (Галисия, Испания). Алонсо печели университетски дипломи по пеене и цигулка в родната си страна, преди да продължи кориерата си в Германия. Получава стипендия от фондация Александър фон Хумболт си, която ѝ позволява да учи при Алдо Балдин, Анна Рейнолдс и Жан Кокс.